# Пекорини, Никола
Никола Пекорини (итал. Nicola Pecorini; род. 10 августа 1957, Милан) — итальянский кинооператор. Основатель Ассоциации Операторов Steadicam.

## Биография
Пекорини родился в Италии, с 1993 года живёт и работает в США. Наиболее известен по сотрудничеству с Терри Гиллиамом. Пекорини был оператором фильмов «Страх и ненависть в Лас-Вегасе» и «Страна приливов». За фильм Harrison’s Flowers был удостоен приза на Кинофестивале в Сан-Себастьяне.

## Фильмы
- Человек, который убил Дон Кихота (2018)
- Теорема Зеро (2013)
- Случайный доступ (2011)
- Воображариум доктора Парнаса (2009)
- Postmortem Bliss (2006)
- Страна приливов (2005)
- Братья Гримм (2005)
- Пожиратель грехов (2003)
- Poem (2001)
- Спасти Харрисона (2000)
- Правила боя (1999)
- Страх и ненависть в Лас-Вегасе (1998)
- Охота за носорогом в Будапеште (1997)
- Трейси принимает вызов (1996)